# ابرهای آلتوکمولوس کستلاتوس
ابرهای آلتوکمولوس کستلاتوس (نام علمی: Altocumulus castellanus cloud) نوعی از ابر آلتوکومولوس هستند که عدم ثبات طبقه فوقانی جو و شرایط طوفانی را خاطر نشان می‌سازد.